# Smiss
Smiss ist einer auf der schwedischen Insel Gotland oft vorkommender Name für einzelne Gehöfte. Der Name enthält das altgutnische Wort smidher für Schmied in der Genitivform und ist als Kurzform für Gehöft des Schmiedes zu verstehen, wobei das Wort Gehöft wie meistens auf Gotland weggelassen wird.